# Aimee-Ffion Edwards
Aimee-Ffion Edwards (* 21. November 1987 in Newport, Wales) ist eine britische Schauspielerin.

## Leben
Die 1987 in der südwalisischen Hafenstadt Newport geborene Aimee-Ffion Edwards spricht neben Englisch fließend Walisisch. Vor ihrer eigentlichen Filmkarriere nahm sie eine klassische Gesangsausbildung. Als 15-Jährige debütierte sie in dem walisischen Kurzfilm Dŵr Dwfn und trat 2006 in der auf Walisisch  ausgestrahlten TV-Show Wawffactor auf. Ihr Bühnendebüt gab sie 2008 in SH*T-M*X in den Trafalgar Studios in London. Weitere Bekanntheit erlangte sie 2008 durch ihre Rolle der Sketch in der Fernsehserie Skins – Hautnah. Im deutschsprachigen Raum wurde sie bekannt durch die Rolle der Prostituierten Jenny Jones in der 2012 im ZDF ausgestrahlten BBC-Krimiserie Luther.

## Filmografie (Auswahl)
- 2008: Skins – Hautnah (Skins; Fernsehserie, 7 Folgen)
- 2009: Casualty (Fernsehserie, Episodenrolle)
- 2009: Casualty 1909 (Fernsehserie, Episodenrolle)
- 2010: Being Human (Fernsehserie, Episodenrolle)
- 2010: Law & Order: UK (Fernsehserie, Episodenrolle)
- 2010: Little Crackers (Fernsehserie, Episodenrolle)
- 2011: Luther (Fernsehserie, 4 Folgen)
- 2012: Walking and Talking (Fernsehserie, 4 Folgen)
- 2013–2022: Peaky Blinders – Gangs of Birmingham (Peaky Blinders, Fernsehserie, 14 Folgen)
- 2014: A Poet in New York
- 2014: Queen and Country
- 2014–2017: Detectorists (Fernsehserie)
- 2015: Wölfe (Wolf Hall, Fernsehserie, 2 Folgen)
- 2016: Death in Paradise (Fernsehserie, Episodenrolle)
- 2018: Troja – Untergang einer Stadt (Troy: Fall of a City, Fernsehserie, 8 Episoden)
- 2019: Vier Hochzeiten und ein Todesfall (Four Weddings and a Funeral, Fernsehserie, 5 Folgen)
- 2021: Krieg der Welten (War of the Worlds, Fernsehserie, 8 Folgen)
- Seit 2022: Slow Horses – Ein Fall für Jackson Lamb (Slow Horses, Fernsehserie)

## Videospiele
- 2015: Everybody’s Gone to the Rapture (Rachel Baker Synchronisation)
- 2020: Assassin’s Creed: Valhalla (Synchronisation)
- 2022: Elden Ring (Ranni Synchronisation)
- 2022: Xenoblade Chronicles 3 (Mio, Englische Version Synchronisation)